# Oberhoffen-sur-Moder
Oberhoffen-sur-Moder – miejscowość i gmina we Francji, w regionie Grand Est, w departamencie Dolny Ren.
Według danych na rok 1990 gminę zamieszkiwało 2930 osób, 206 os./km².

## Ludzie związani z miejscowością
- Sébastien Loeb, wielokrotny mistrz rajdów WRC, który zamieszkał w Oberhoffen-sur-Moder w lipcu 1975 przy ulicy Ehrenpfort[1].